# Rückert-Mittelschule Coburg
Die  Rückert-Mittelschule Coburg  steht westlich der Coburger Innenstadt. Das Schulgebäude der Mittelschule wurde von 1888 bis 1890 im Stil der manieristischen Neurenaissance erbaut und steht als Baudenkmal in der Bayerischen Denkmalliste.

## Geschichte
Am 22. September 1890 wurde die Schule als Knabenschule in Anwesenheit der Herzogin Alexandrine und des Prinzen Alfred feierlich eingeweiht. Im Zuge der Einweihung der Heiligkreuzschule am 2. Mai 1907 wurde die Schule nach dem Dichter Friedrich Rückert von Löwenschule in Rückertschule umbenannt. Damals hatte die Schule 24 Klassenzimmer. Im Schuljahr 1927/28 besuchten 377 Mädchen und 318 Jungen die Schule. Nach dem Zweiten Weltkrieg gab es 1500 Schüler.
Im Schuljahr 2008/09 wurden 353 Schüler in 16 Klassen der Jahrgangsstufen fünf bis neun in der Rückertschule unterrichtet. Es gab in der achten und neunten jeweils eine Ganztagsklasse und einen Mittlere-Reife-Zug für eine siebte und zwei neunte Klassen. Der Sprengel der Mittelschule umfasst die Grundschulen der Melchior-Franck-Volksschule, der Pestalozzi-Volksschule, der Volksschule Coburg-Ketschendorf, der Luther-Volksschule und der Volksschule Coburg-Creidlitz sowie das Gebiet der Gemeinde Niederfüllbach.

## Schulgebäude

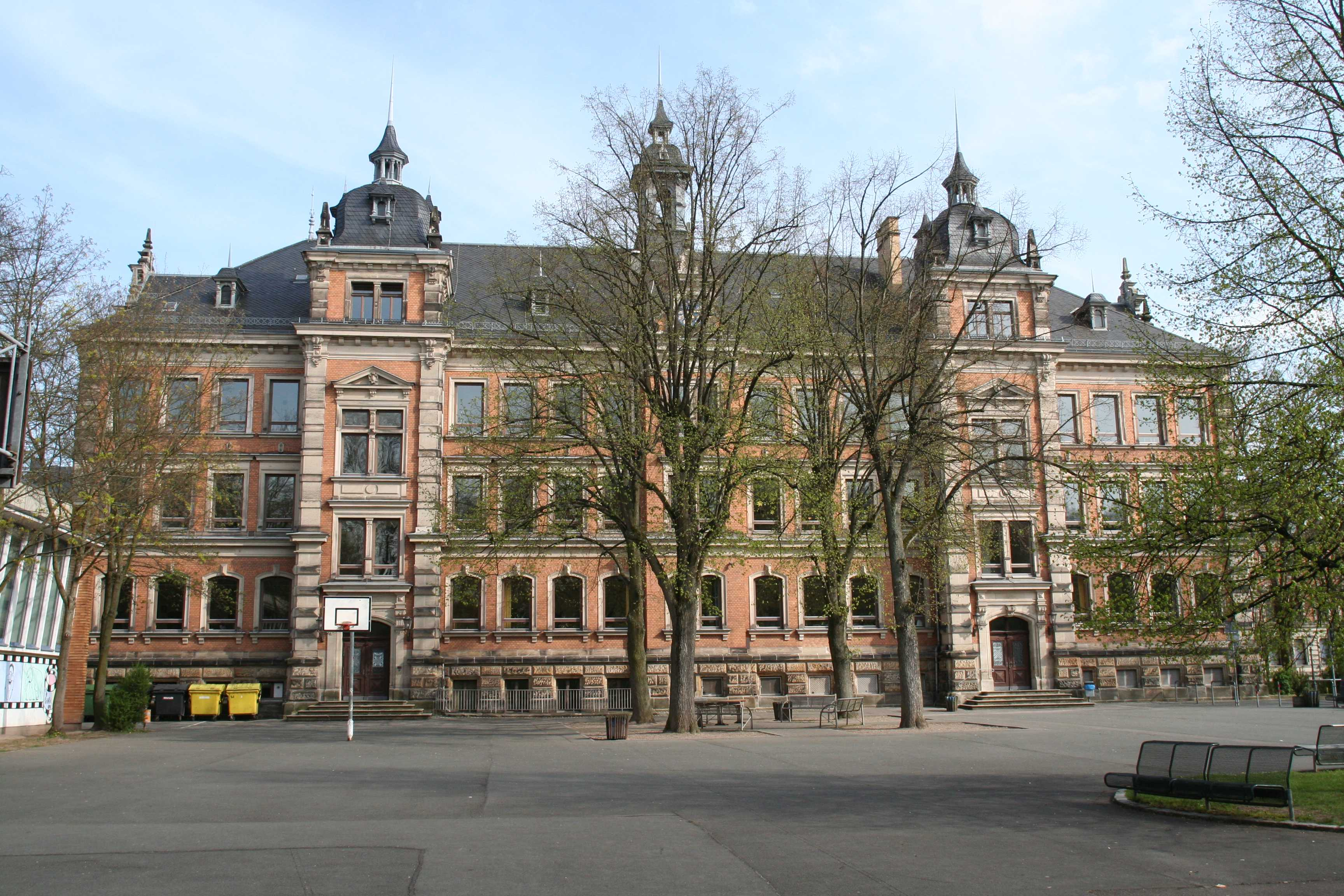
Rückseite

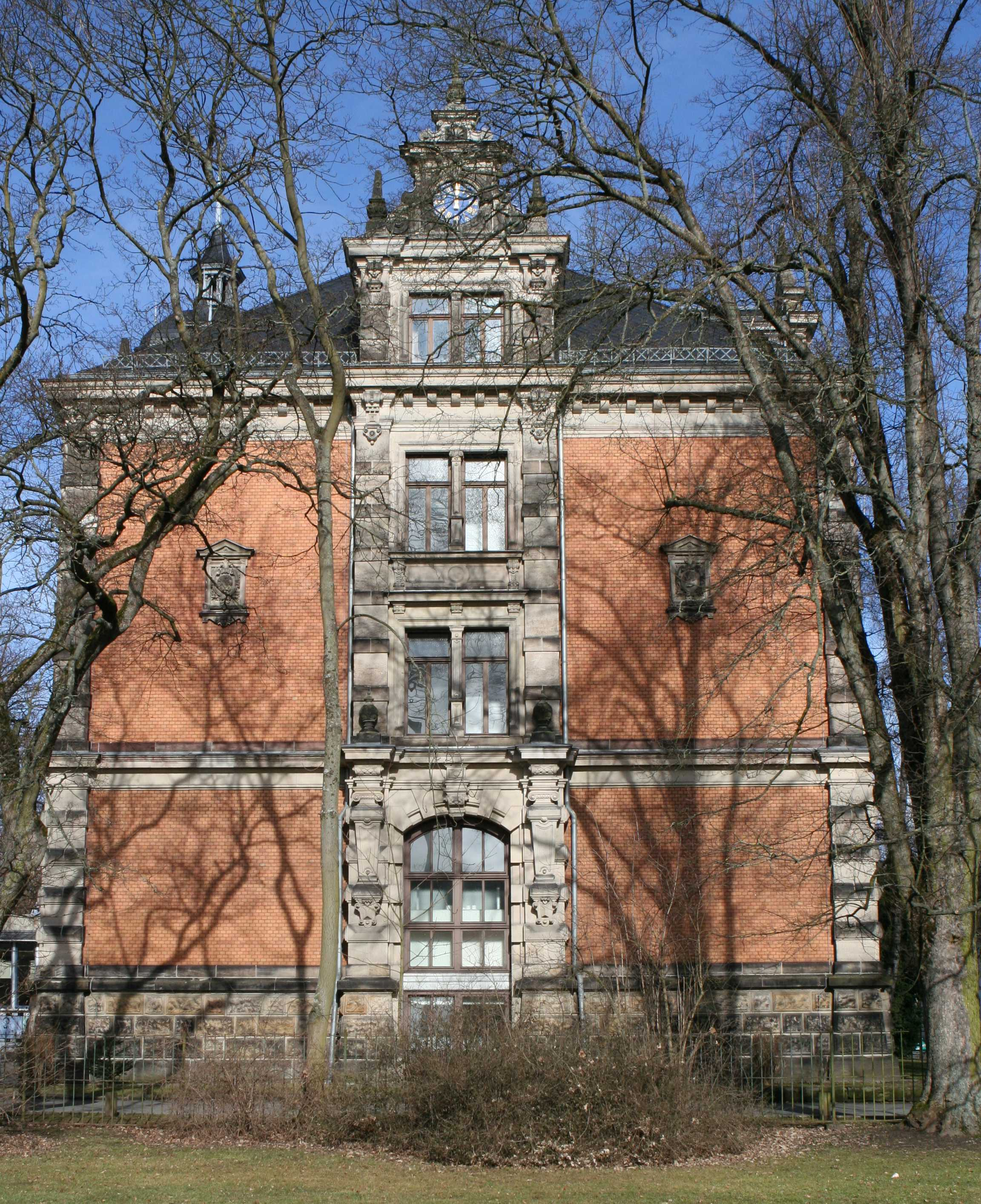
Südseite

Das Schulgebäude wurde in den Jahren 1888 bis 1890 nach Plänen des Coburger Stadtbaumeisters Julius Martinet in der Formensprache der manieristischen Neurenaissance auf einem Grundstück an der Itz errichtet. Die Fassade des dreieinhalbgeschossigen Gebäudes besteht aus Ziegel mit Sandsteingliederungen und wird durch ein Walmdach mit Zwerchhäusern und Dachreiter abgeschlossen. Die Außenwand des hochgesetzten Kellergeschosses ist mit Bossenwerk ausgeführt. Darüber sind die Gebäudekanten durch niedrig-hoch alternierenden Bänderungen eingefasst. Das Erdgeschoss weist stichbogige Fenster mit Keilsteinen auf und ist durch ein umlaufendes Gesimsband vom ersten Obergeschoss getrennt, das rechteckige Fenster mit Sturzgesimsen besitzt.
Die Vorderseite in der Löwenstraße weist in der Mitte einen großen dreiachsigen Risalit auf, der beidseitig von zwei Fassadenabschnitten mit vier Fensterachsen flankiert wird. Im Erdgeschoss mit gebänderten Fenstern ist der Sandsteinrisalit als toskanische Säulen mit Manschetten und einer Vase gestaltet. In den Obergeschossen befinden sich zwischen den Fenstern Pfosten und darüber Stürze auf Konsolen. Über den Kreuzstockfenstern des zweiten Obergeschosses sitzt eine Dreiecksverdachung. Den Abschluss des Risalits bildet im Dachgeschoss ein zweiachsiger Giebel mit ionischen Säulen und einem Uhrengiebel.
Die Rückseite ist durch einen schmalen, zweiachsigen Mittelrisalit mit Uhrengiebel und beidseitig angeordneten, vorspringenden Treppenhäusern mit Zwiebelhauben und Laternen gekennzeichnet. Vier Stufen führen zu den Segmentbogenportalen, denen Fensterpaare mit gefelderten Brüstungen sowie abschließend Dreiecksgiebel und Kranzgesimse folgen.